# Chorus (Jazz)
Mit Chorus wird im Jazz zunächst der Refrain eines Songs bezeichnet. Allgemeiner wird hierunter auch die dem thematischen Material eines Songs zugrundeliegende Form (Liedform, Blues-Schema) verstanden, aus deren aneinanderreihender Wiederholung die Gesamtform des vorgetragenen Stückes resultiert. Oft umfasst der Chorus 32 Takte (bzw. beim Blues meist 12, gelegentlich 16 Takte). Er ist auch der Teil, über den improvisiert wird.
Der Chorus wird dabei vom sogenannten Verse, der Strophe des Songs unterschieden (der heute im Jazz häufig nicht vorgetragen bzw. gar nicht mehr geschrieben wird).
Jazzmusiker improvisieren im Regelfall (die Ausnahme stellt ein Chase Chorus dar) einen gesamten Chorus oder auch mehrere Chorusse. Die Redensart „einen Chorus spielen“ (oder soundso viele Chorusse spielen) bezeichnet also den Umfang der Improvisation eines Musikers.